# Демократія участі
Демократія участі — це політична теорія і політичний проект, які прагнуть до  прямої демократії, економічної демократії в бездержавній, безгрошовій і безринковій економіці, самоврядування (демократія в соціальній сфері) та екологічної демократії. Теоретичний проект Демократії участі (ДУ; приклад політичного проекту, який є частиною демократичних і автономістських традицій) зародився в роботі політичного філософа, академіка та активіста  Такіса Фотопулоса англ. «Towards An Inclusive Democracy» і був пізніше розвинений ним та іншими авторами в журналі англ. «Democracy & Nature» і його наступником англ. «The International Journal of Inclusive Democracy», електронному журналі, що знаходиться у вільному доступі, видаваному Міжнародною мережею за Демократію участі (англ. International Network for Inclusive Democracy). Журнал планувався як майданчик для діалогу  лібертарних соціалістів (Корнеліус Касторіадіс),  соціальних екологів (Мюррей Букчин) і захисників живої природи (Стівен Бест).
Згідно Аррану Гаре (англ. Arran Gare), англ. Towards an Inclusive Democracy «пропонує потужну нову інтерпретацію історії і руйнівної динаміки ринку і дає надихаюче нове бачення майбутнього, замість неолібералізму та існуючих форм соціалізму»
. Крім того, як показує Девід Фріман, хоча підхід Фотопулоса «не є відкрито анархістським, але все ж анархізм виглядає тією категорією, з якою він працює, враховуючи його прихильність до  прямої демократії, муніципалізму і заперечення держави, грошей та ринкової економіки».